# Тиадиайе
Тиандиайе е малък град в регион Тиес в западената част на Сенегал. Намира се в департамент Мбур. Населението през 2012 г. е 12 168, увеличило се е от 10 262, преброено през 2002 г.
Градът получава статут на община през 1996 г. Намира се на национален маршрут N1, между Мбур и Фатик.